# Sigara mckinstryi
Sigara mckinstryi är en insektsart som beskrevs av Hungerford 1948. Sigara mckinstryi ingår i släktet Sigara och familjen buksimmare. Inga underarter finns listade i Catalogue of Life.